# Ferrière-la-Petite
Ferrière-la-Petite ist eine Gemeinde im Norden Frankreichs. Sie gehört zur Region Hauts-de-France, zum Département Nord, zum Arrondissement Avesnes-sur-Helpe und zum Kanton Fourmies (bis 2015: Kanton Maubeuge-Sud). 

## Geografie
Die Gemeinde Ferrière-la-Petite liegt am Solre im Regionalen Naturpark Avesnois, sechs Kilometer südöstlich von Maubeuge und zwölf Kilometer westlich der Grenze zu Belgien. Die Gemeinde grenzt im Norden an Cerfontaine, im Osten an Colleret, im Südosten an Quiévelon, im Süden an Obrechies, im Südwesten an Damousies und im Westen an Ferrière-la-Grande.

## Bevölkerungsentwicklung
| Jahr                       | 1962 | 1968 | 1975 | 1982 | 1990 | 1999 | 2008 | 2013 | 2020 |
| Einwohner                  | 1138 | 1101 | 974  | 1010 | 1153 | 1118 | 1000 | 1068 | 1081 |
| Quellen: Cassini und INSEE |      |      |      |      |      |      |      |      |      |

## Sehenswürdigkeiten

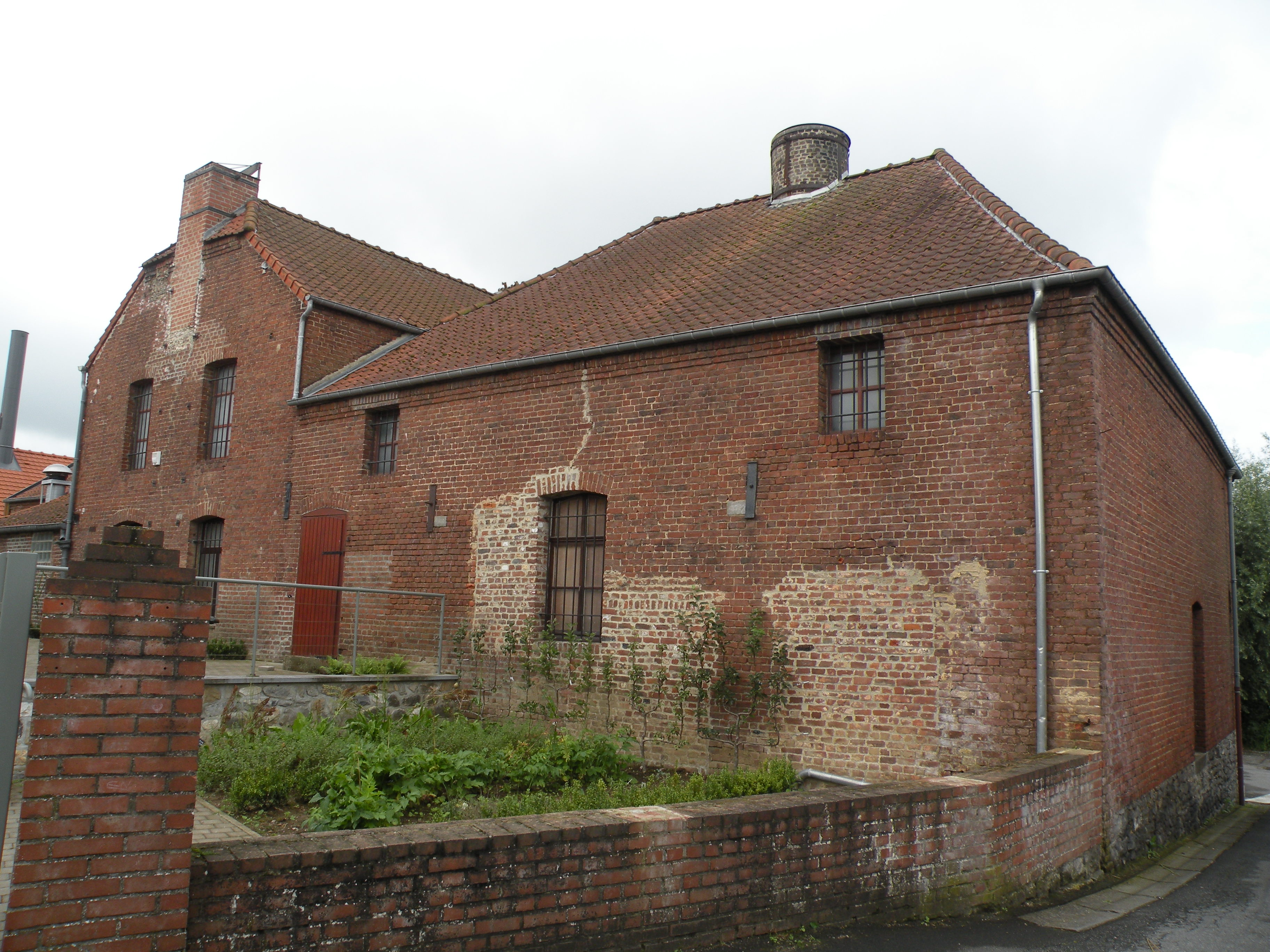
Tonwaren- und Töpferei-Museum
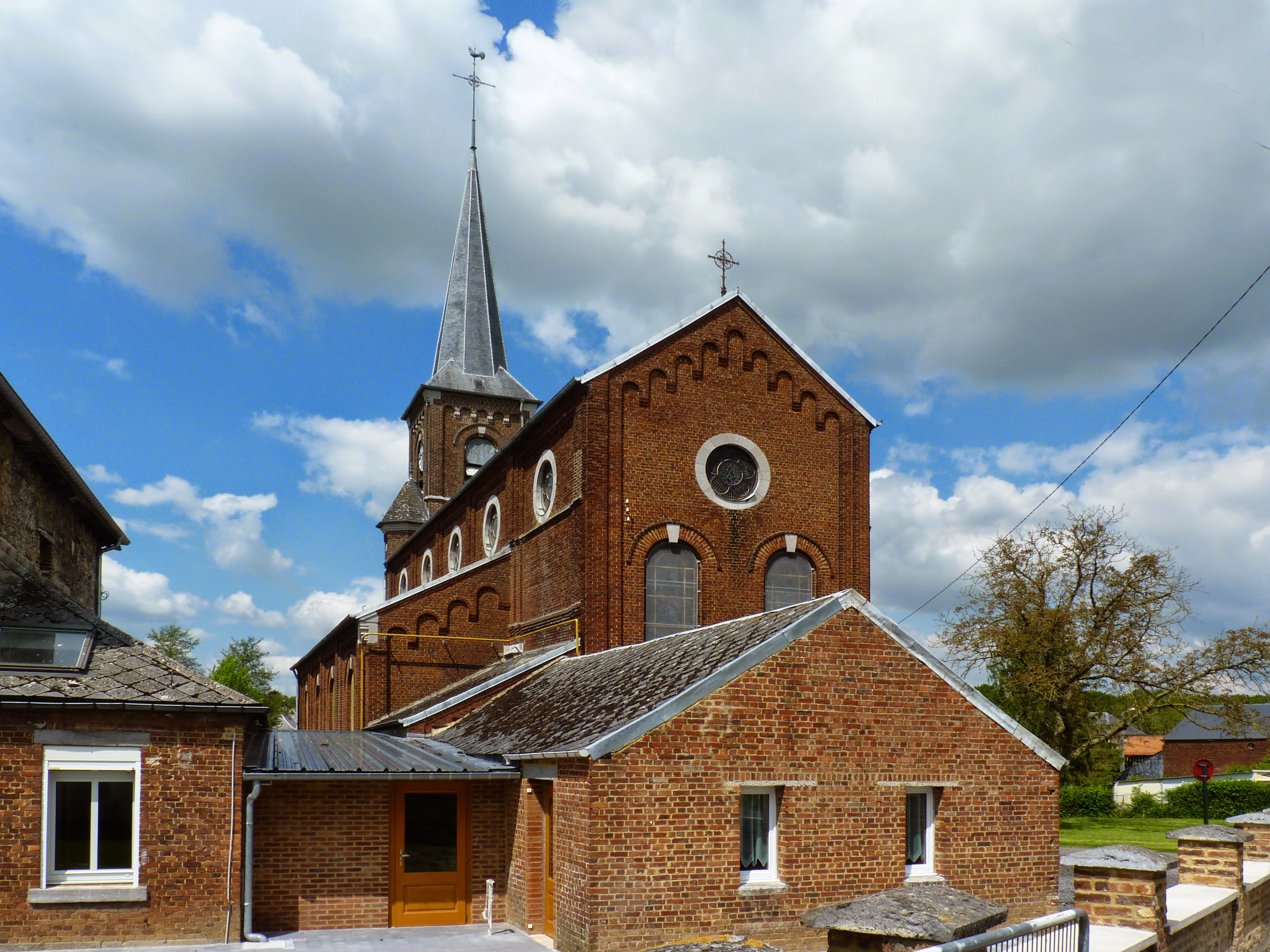
Kirche Saint-Médard
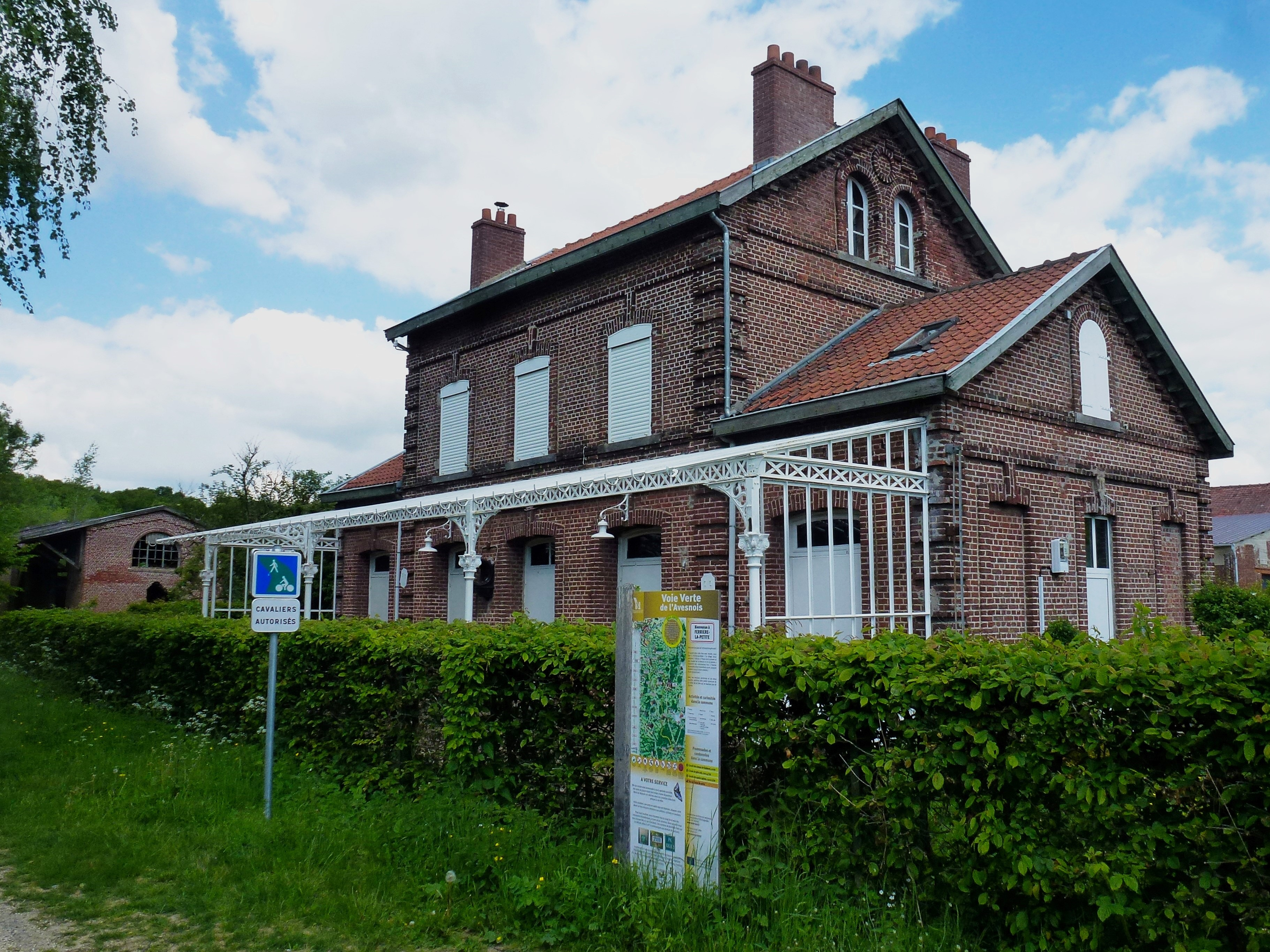
Ehemaliger Bahnhof
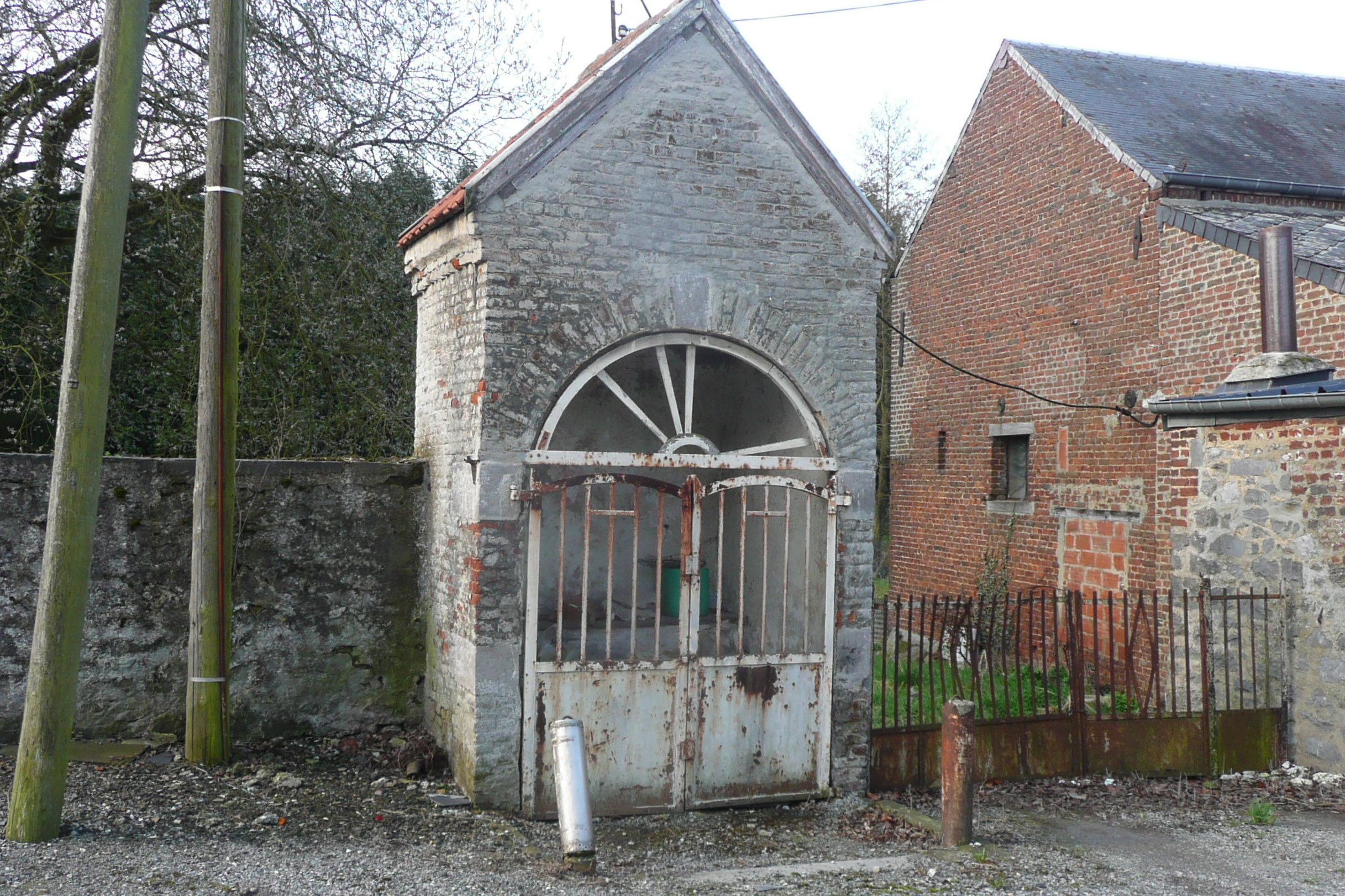
Eine von mehreren kleinen Kapellen
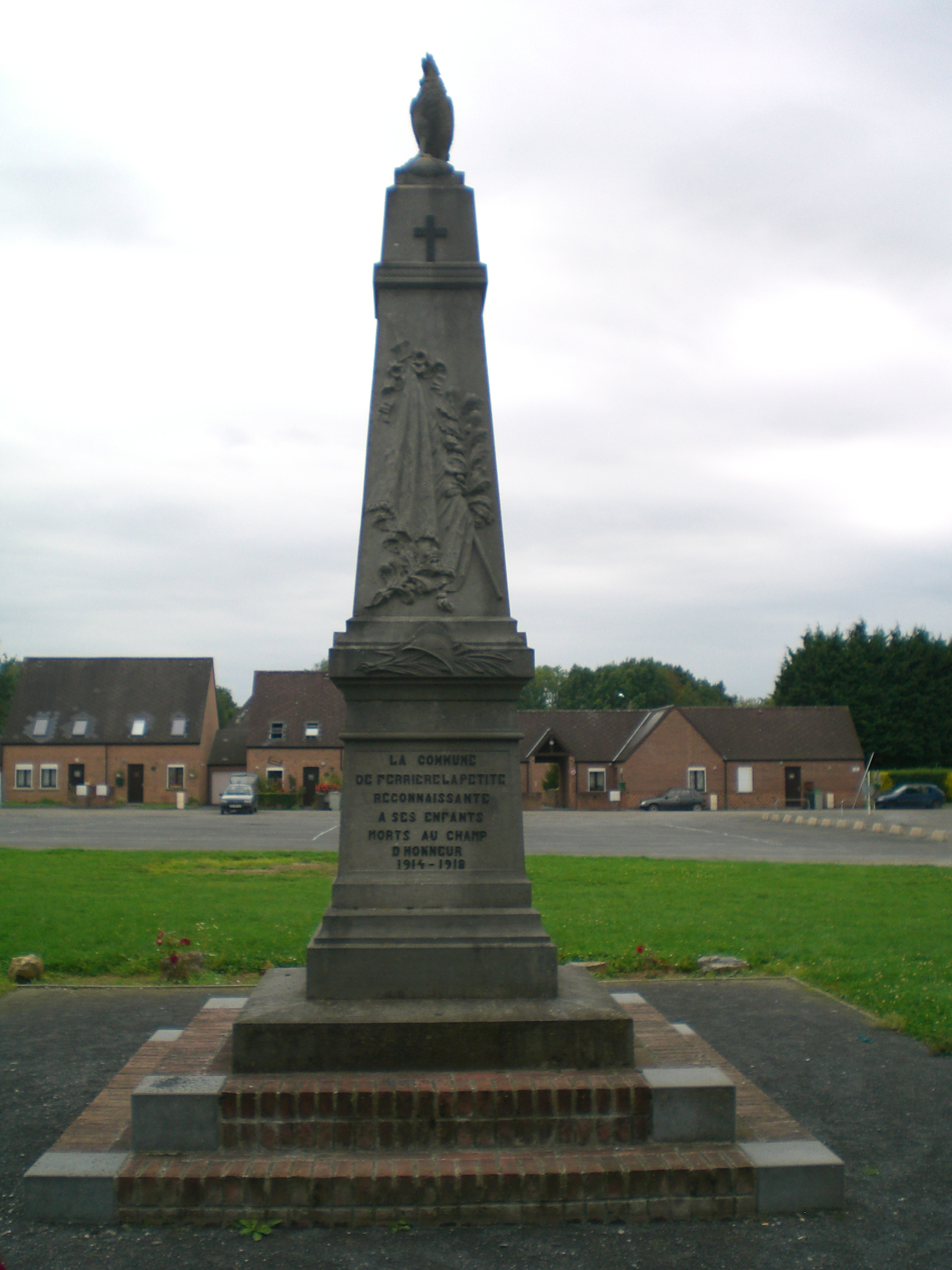
Gefallenendenkmal

- Tonwaren- und Töpferei-Museum
- Kirche Saint-Médard
- Ehemaliger Bahnhof
- Eine von mehreren kleinen Kapellen
- Gefallenendenkmal